# 557 (szám)
Az 557 (római számmal: DLVII) egy természetes szám, prímszám.

## A szám a matematikában
A tízes számrendszerbeli 557-es a kettes számrendszerben 1000101101, a nyolcas számrendszerben 1055, a tizenhatos számrendszerben 22D alakban írható fel.
Az 557 páratlan szám, prímszám. Jó prím. Pillai-prím. Normálalakban az 5,57 · 102 szorzattal írható fel.
Az 557 négyzete 310 249, köbe 172 808 693, négyzetgyöke 23,60085, köbgyöke 8,22783, reciproka 0,0017953. Az 557 egység sugarú kör kerülete 3499,73422 egység, területe 974 675,97918 területegység; az 557 egység sugarú gömb térfogata 723 859 360,5 térfogategység.
Az 557 helyen az Euler-függvény helyettesítési értéke 556, a Möbius-függvényé −1.